# Landesklinikum Melk

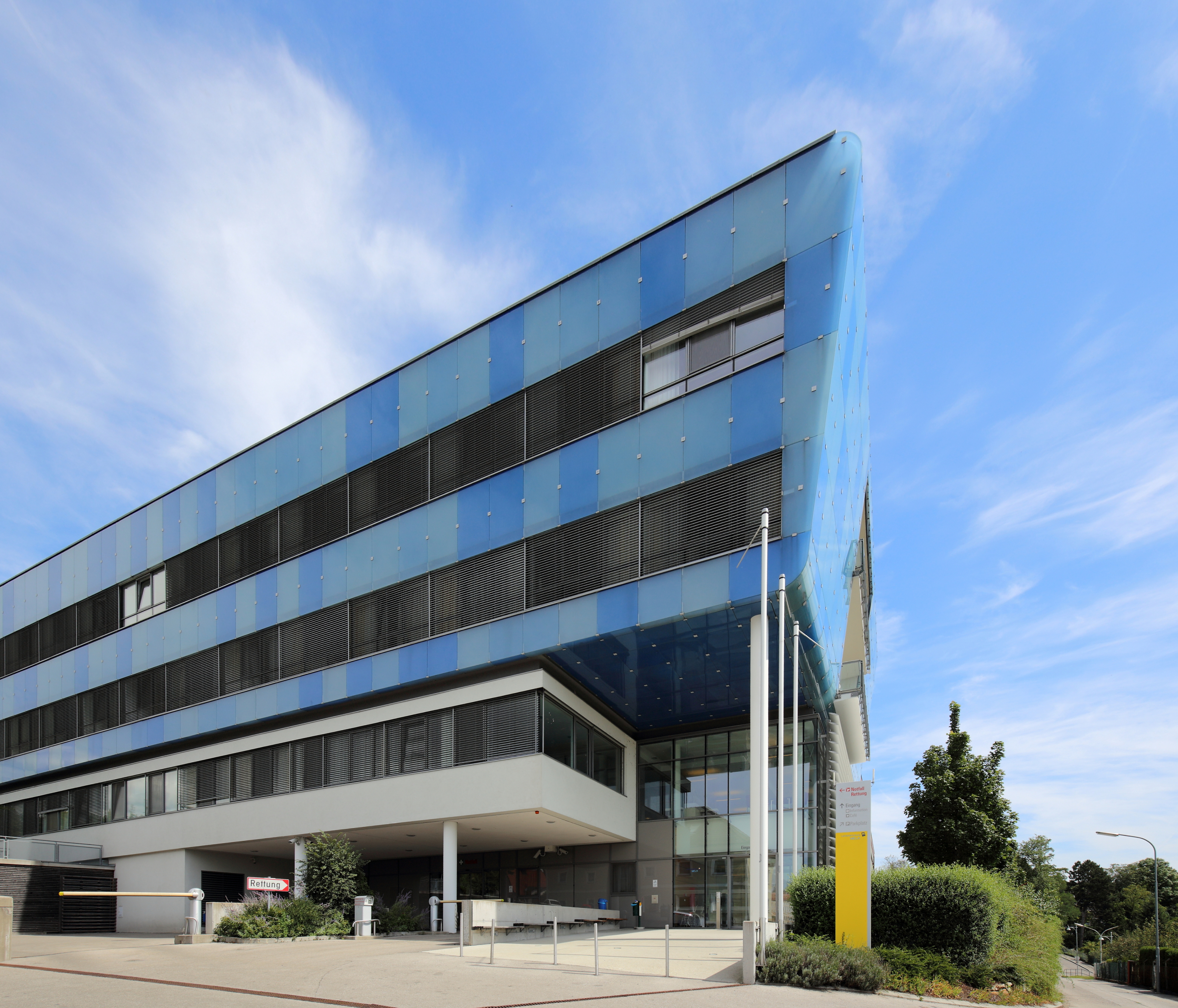
Westlicher Zubau (ab 2006 errichtet)

Das Landesklinikum Melk befindet sich in Melk in der Krankenhausstraße 11. Der ausgedehnte Komplex liegt erhöht im Osten der Stadt. Altgebäude mit Kapelle stehen unter Denkmalschutz. Erhalter ist die Niederösterreichische Landeskliniken-Holding.
Das Klinikum verfügt über etwa 170 Betten. 2007 gab es 10.179 Aufnahmen und etwa 47.000 Patienten wurden ambulant behandelt.

## Architektur

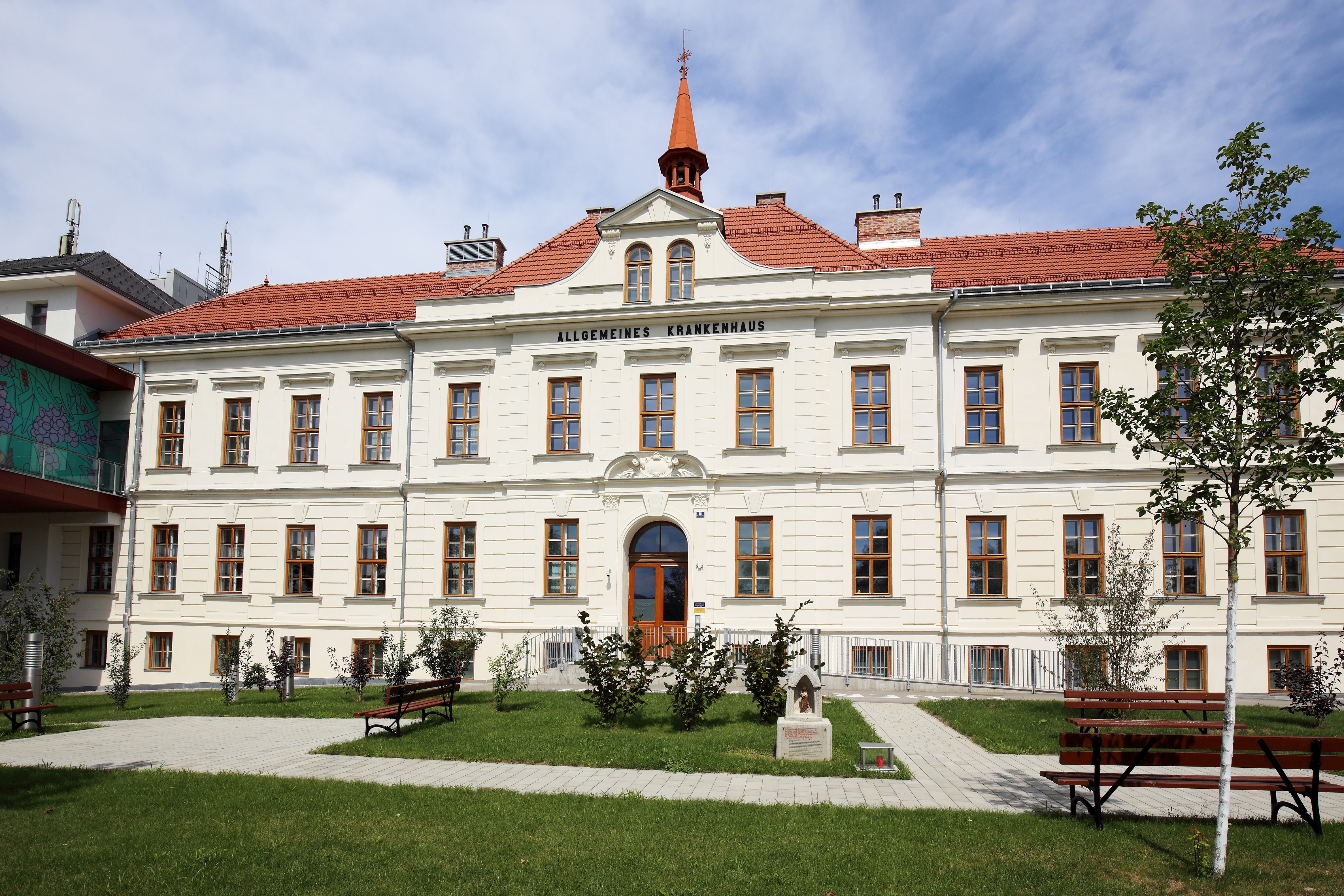
Der Ursprungsbau

Der Alttrakt als zweigeschoßiger Bau mit Mittelrisalit mit Attika und Zwerchgiebel unter einem Walmdach wurde von 1896 bis 1899 errichtet. Mittig trägt das Gebäude mit schlichter späthistoristischer Fassade ein Firsttürmchen mit Spitzhelm. Das Portal hat einen eingezogenen Volutengiebel mit der Jahreszahl 1897.
In den Jahren 1909 bis 1911 wurde weiters ein dreigeschoßiger kubischer Bau unter einem hohen Walmdach mit der Bezeichnung Zahlstock nach den Plänen der Architekten Siegfried Theiss und Hans Jaksch errichtet. Die Fassade zeigt doppelte große Lisenen, das Stiegenhaus hat eine vierläufige Vierpfeilertreppe. In den 1930er Jahren wurde dieser Trakt mit einem Verbindungstrakt mit dem Alttrakt baulich verbunden.
Weitere Um- und Zubauten erfolgten mit einem Westtrakt von 1963 bis 1966 und mit einem Nordtrakt von 1980 bis 1986. Der letzte Zubau erfolgte ab 2006 im Westen und wurde nach den Plänen des Architektenbüros Maurer & Partner ZT GmbH errichtet. Darin untergebracht sind zwei interdisziplinäre Bettenstationen, ein Schlaflabor, die Gynäkologie und Geburtshilfe samt Kreißsälen, Ambulanz- und Behandlungsräume. Der neue Westtrakt war ein wesentlicher Teil des Um- und Ausbaues des Klinikums, der von 2006 bis 2012 erfolgte und rund 54 Millionen Euro kostete.

## Struktur

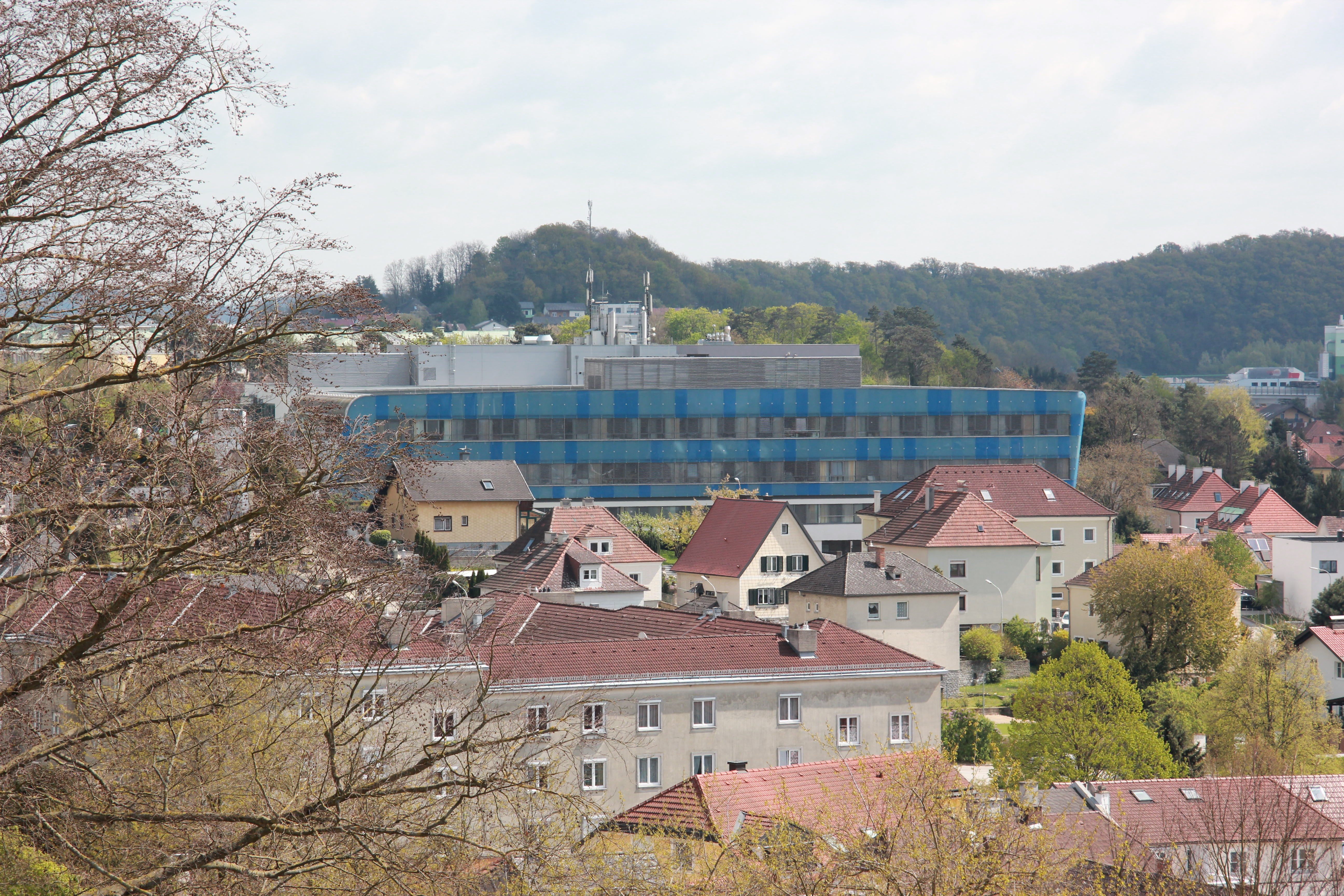
Landesklinikum Melk

Auf einer gemeinsamen interdisziplinären Station mit acht Betten werden unter Koordination der Abteilungen für Anästhesie und innerer Medizin schwer und lebensgefährlich erkrankte Menschen betreut. Zudem legt das Klinikum einen Schwerpunkt auf die Betreuung von Menschen mit COPD, etwa infolge eines Infekts oder im Anschluss an schwerwiegende Operationen. Bei der Versorgung dieser Patienten besteht eine Kooperation mit dem Universitätsklinikum St. Pölten. Auch die Leistungen des klinikeigenen Instituts für Radiologie werden mit der Uniklinik St. Pölten koordiniert – hierbei kommt Teleradiologie zum Einsatz. Das Klinikum verfügt über fünf Abteilungen:
- Anästhesiologie und Intensivmedizin
- Chirurgie
- Frauenheilkunde und Geburtshilfe
- Innere Medizin

Zudem bietet das Klinikum ambulanten Patienten  eine Versorgung durch sieben Ambulanzen an:
- Anästhesie Ambulanz
- Chirurgie Ambulanz
- Gynäkologische Ambulanz
- Innere Medizin Ambulanz
- Röntgenambulanz
- Medinklusions Ambulanz

Die Medinklusions Ambulanz widmet sich der Versorgung von Menschen mit geistigen Einschränkungen. Deren Behandlung erfolgt durch speziell ausgebildetes und geschultes Personal in enger Abstimmung mit dem behandelnden Hausarzt.

### Corona-Krise
Im Verlauf der COVID-19-Pandemie wurde das Landesklinikum Melk Ende Februar 2020 zum niederösterreichischen Schwerpunkt-Standort für die Versorgung von mit COVID-19 erkrankten Menschen bestimmt. Die entsprechenden Tests  erfolgten im Universitätsklinikum St. Pölten mit dem auch in anderen medizinischen Fachbereichen eine enge Kooperation besteht. Bis Mitte April 2020 verstarben dieser 17 Patienten im Landesklinikum.

## Kapelle Hl. Dreifaltigkeit

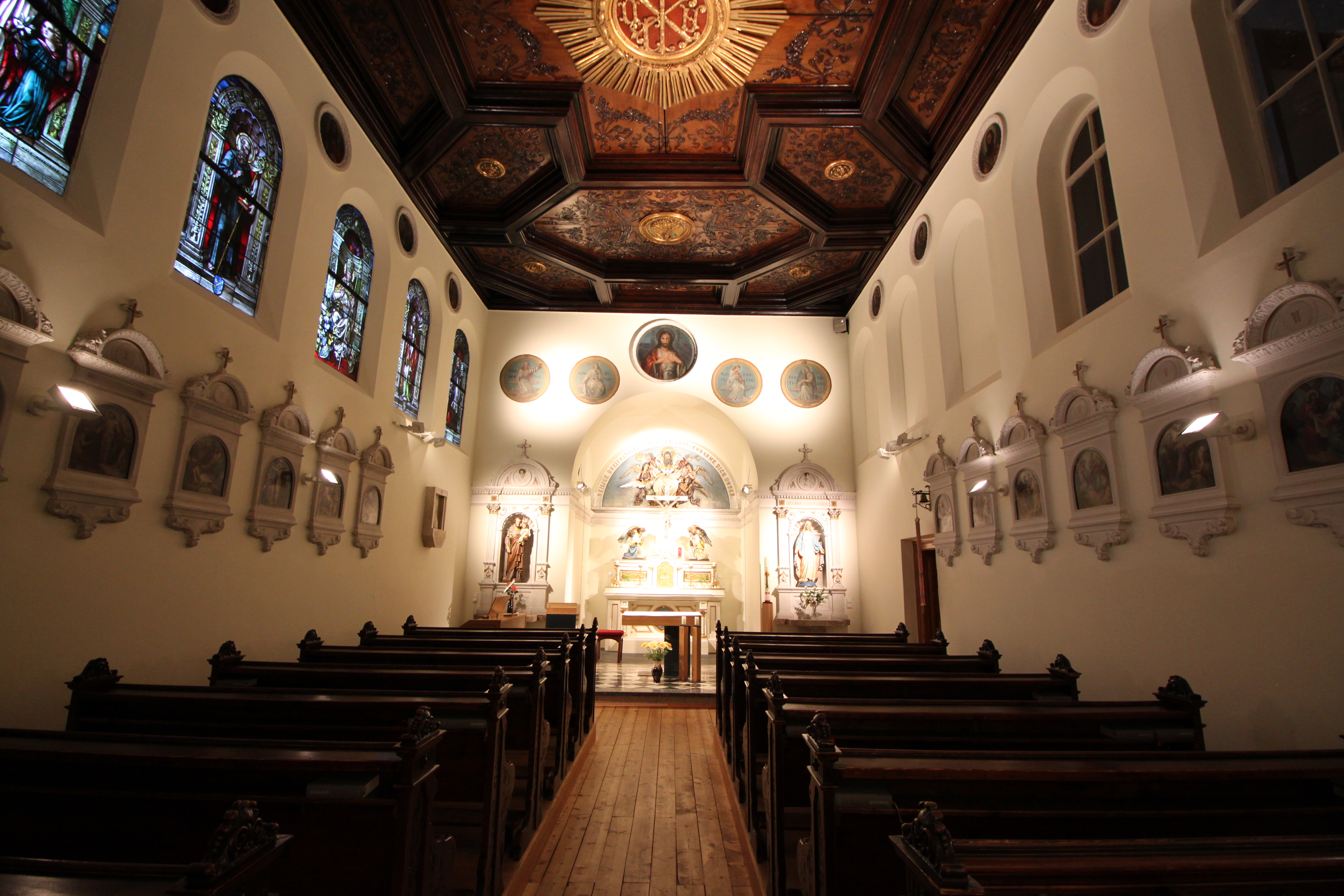
Kapelle Hl. Dreifaltigkeit

Die Kapelle wurde im Jahre 1903 im Alttrakt eingebaut. Der Saalraum mit Flachdecke hat einen kreuzgratgewölbten quadratischen Chor. Die Glasmalerei und die Einrichtung stammt aus der Bauzeit. Der Altartisch in historistisch-secessionistischem Stil hat auf der Staffel kniende Engelstatuen und ein Kruzifix. Darüber ist im Bogenfeld ein Relief Gottvater. Die Seitenaltäre tragen Nischenstatuen der Heiligen Josef und Maria. Es gibt Kreuzwegbilder in Stuckrahmung und Rundmedaillons mit Heiligen.
In den Jahren 2013 und 2014 erfolgten Umbau- und Renovierungsmaßnahmen in der Kapelle. Zur Wiedereröffnung der Kapelle und der Einweihung der neuen Glocke war die österreichische Innenministerin Johanna Mikl-Leitner zu Gast, die auch Patin der Glocke ist.